# 반수 치사량
반수 치사량(Lethal Dose 50, LD50) 또는 반수 치사농도(LC50), 반수 치사농도 및 시간(LCt50)는 피실험동물에 실험대상물질을 투여할 때 피실험동물의 절반이 죽게 되는 양을 말한다. 독성물질의 경우, 해당 약물의 LD50을 나타낼때는 체중 kg당 mg으로 나타낸다. 예를 들어 니코틴의 경우 LD50은 50 mg/kg이며, 아스피린의 경우 LD50은 200 mg/kg이다. 대체로 설치류 등의 시험동물에 시험물질을 한 번 투여하고 2주일 동안의 사망률을 관찰해 반수치사량을 계산한다.
방사선 등의 경우는 흡입 및 전신조사를 통한 인체 실험에서 30일 이내에 피실험체의 50%가 사망한 방사선 양을 말하며, R(뢴트겐), Rad 등의 단위로 LD50을 나타낸다.
LD50은 유해화학물질관리법의 유독물과 특정유독물 지정기준으로 이용되는데, 경구투여를 이용한 설치류 실험에서 해당 약물의 LD50이 300mg/kg이하이면 유독물, 15mg/kg 이하이면 특정유독물로 지정한다. 또한 경피투여를 이용한 설치류 실험에서 특정 약물의 LD50이 1000mg/kg 이하 이면 유독물, 50mg/kg 이하이면 특정유독물로 지정하게 된다.

## 치사량의 예
다음 예는 LD50 값과 관련하여 나열한다.
| 화합물          | 동물, 경로   | LD50 {LC50}    | LD50 : g/kg {LC50 : g/L} 표준화 | 참고        |
| --------------- | ------------ | -------------- | ------------------------------- | ----------- |
| 물              | 쥐, 경구     | 90,000 mg/kg   | 90                              | [ 1 ]       |
| 자당            | 쥐, 경구     | 29,700 mg/kg   | 29.7                            | [ 2 ]       |
| 비타민 C        | 쥐, 경구     | 11,900 mg/kg   | 11.9                            | [ 3 ]       |
| 에탄올          | 쥐, 경구     | 7,060 mg/kg    | 7.06                            | [ 4 ]       |
| 염화나트륨      | 쥐, 경구     | 3,000 mg/kg    | 3                               | [ 5 ]       |
| 이부프로펜      | 쥐, 경구     | 636 mg/kg      | 0.636                           | [ 6 ]       |
| 카페인          | 쥐, 경구     | 192 mg/kg      | 0.192                           | [ 7 ]       |
| 니코틴          | 쥐, 경구     | 50 mg/kg       | 0.05                            | [ 8 ] [ 9 ] |
| 삼산화 비소     | 쥐, 경구     | 14 mg/kg       | 0.014                           | [ 10 ]      |
| 시안화 나트륨   | 쥐, 경구     | 6.4 mg/kg      | 0.0064                          | [ 11 ]      |
| 백린            | 쥐, 경구     | 3.03 mg/kg     | 0.00303                         | [ 12 ]      |
| 염화 수은 (II)  | 쥐, 경구     | 1 mg/kg        | 0.001                           | [ 13 ]      |
| 테트로도톡신    | 쥐, 구강     | 334 µg/kg      | 0.000334                        | [ 14 ]      |
| TCDD            | 쥐, 경구     | 20 µg/kg       | 0.00002                         | [ 15 ]      |
| 디프테리아 독소 | 쥐, 구강     | 10 ng/kg       | 0.00000001                      | [ 16 ]      |
| 보툴리눔 독소   | 인간; 구두로 | 1 ng/kg (추정) | 0.000000001                     | [ 17 ]      |

## 독 규모
물은 LD50의 로그 스케일에서 1의 값을 가진다.

## 같이 보기
- 동물 실험
- 리드-무네흐 방법 (Reed-Muench method)

### 기타 독성 측정
- IDLH
- 확실 안전 인자 (Certain safety factor)
- 치료지수 (Therapeutic index)
- 보호지수 (Protective index)
- LD50 추정 고정용량법 (Fixed Dose Procedure)
- 의약 중독량 (Median toxic dose, TD50)
- 최저 공표 독성 농도 (Lowest published toxic concentration, TCLo)
- 최저 공표 치사량 (Lowest published lethal dose, LDLo)
- EC50 (반수 최대 유효 농도, half maximal effective concentration)
- IC50 (반수 최대 억제 농도, half maximal inhibitory concentration)
- 드레이즈 테스트 (Draize test)
- 한계 지표값 (Indicative limit value)
- 부작용 비발견 수치 (No-observed-adverse-effect level, NOAEL)
- 최저 부작용 발견 수치 (Lowest-observed-adverse-effect level, LOAEL)
- 업 앤 다운 절차 (Up-and-down procedure)

### 관련 측정
- TCID50 조직적 문화 감염복용량(Tissue Culture Infective Dosage)
- EID50 달걀 감염투약량
- ELD50 달걀 치명량
- 균 형성 단위 (Plaque forming units, pfu)